# ماريو راديشي
ماريو راديشي (بالإيطالية: Mario Radice)‏ هو رسام إيطالي، ولد في 10 أغسطس 1898 في كومو في إيطاليا، وتوفي في 26 يوليو 1987 في ميلانو في إيطاليا.